# Monday James
Monday James (ur. 19 października 1986 w Lagos) – nigeryjski piłkarz grający na pozycji obrońcy

## Kariera klubowa
Monday James jest wychowankiem klubu Bendel Insurance. W 2006 roku przeszedł do innego, nigeryjskiego klubu - Bayelsa United. Stamtąd w październiku 2008 roku został wypożyczony na 5 miesięcy do szwedzkiego zespołu Hammarby IF. Po okresie wypożyczenia Szwedzi przedstawili Nigeryjczykowi propozycję 4-letniego kontraktu, którą Monday James przyjął. W czerwcu 2010 roku James doznał poważnej kontuzji kostki, przez którą musiał pauzować prawie przez rok.

## Kariera reprezentacyjna
James występował z młodzieżowymi reprezentacjami Nigerii na Młodzieżowych Mistrzostwach Afryki 2005, Mistrzostwach Świata U-20 w Piłce Nożnej 2005 oraz na Turnieju Olimpijskim w Pekinie, gdzie jego reprezentacja zajęła II miejsce zdobywając srebrne medale.